# Rudolf Petr
Rudolf Petr (29. července 1912 Předměřice nad Labem – 10. března 2003 Hradec Králové) byl český lékař, specializací neurochirurg, badatel a pedagog, stavitel základů moderní podoby oboru.
Byl zakladatelem Neurochirurgické kliniky FN v Hradci Králové, první kliniky svého druhu na území bývalého Československa, a jejím dlouholetým přednostou. Byl také spoluzakladatelem Československé neurochirurgické společnosti. Za svou celoživotní činnost byl oceněn Cenou J. E. Purkyně.
Prof. Rudolf Petr dokázal doslova "nemožné", neboť vše budoval a modernizoval v době od počátku padesátých let do konce let osmdesátých 20. stol., ve zcela nevyhovujících podmínkách, s minimem financí, pod stálým dohledem všudypřítomných agentů, poskoků, vrahů a všehoschopných přisluhovačů vládnoucí bolševické nomenklatury, která nenáviděla a někdy i fyzicky likvidovala zejména ty, kteří dlouhodobě odmítali vstoupit do jejich rudých řad, a nikdy nepodlehli jejich psychologickému nátlaku, kterému byli téměř neustále vystaveni. Jedním z mála takto odvážných a obdivuhodných osobností, byl také pan profesor Rudolf Petr.

## Soukromý život
Rudolf Petr se narodil v Předměřicích n. Labem, kde byl jeho otec ředitelem cukrovaru.
Jeho dcera, která vystudovala na filozofické fakultě v Praze francouzštinu a španělštinu, se provdala za Ivana Netuku st., v pozdější době respektovaného profesora matematiky a děkana Matematicko-fyzikální fakulty Univerzity Karlovy. Jejich starší syn je prof. Ivan Netuka ml., kardiochirurg v IKEM, kde v roce 2017 převzal vedení kliniky kardiovaskulární chirurgie, a mladší syn je prof. David Netuka, neurochirurg, od roku 2020 přednosta Neurochirurgické a neuroonkologické kliniky 1. lékařské fakulty Univerzity Karlovy a Ústřední vojenské nemocnice v Praze.
Prof. Petr ve volných chvílích rád pobýval na své chalupě v Podkrkonoší, kde také rád rybařil. Návštěvníky z ciziny s oblibou vozíval do Kuksu. K dalším jeho koníčkům patřilo fotbalové fandovství.
Byl pohřben v rodinné hrobce v Lochenicích.

## Vzdělání a praxe
Po maturitě na gymnáziu v Hradci Králové, vystudoval Rudolf Petr lékařskou fakultu v Praze. Krátce působil v Havlíčkově Brodě. Zanedlouho poté, v roce 1938, se ocitl v Hradci Králové na chirurgickém oddělení u docenta Jana Bedrny, kde začal pracovat jako jeho asistent. Na jeho popud se zhruba po osmi až devíti letech spolupráce vydal na stáž do Ameriky. Vzdělával se tam na klinice prof. Sachse v St. Louis, a v Chicagu u prof. Baileyho. Pobyl tam zhruba rok a půl, a vrátil se v roce 1948, aby zde, na zcela hrubých základech, začal budovat moderní neurochirurgii.
Docentem byl Rudolf Petr jmenován jako vůbec první na Lékařské fakultě UK v Hradci Králové, a to 13. prosince 1949. Profesorem se stal 11. dubna 1956. Na začátku roku 1952 se stal přednostou nově otevřené neurochirurgické kliniky, a v této pozici setrval až do roku 1986, kdy po něm funkci převzal prof. Rudolf Malec, jeho žák a dlouholetý kolega.

## Zásluhy a ocenění
Prof. Petr měl smysl pro moderní metody, využíval operačního mikroskopu, laseru i ultrazvukového aspirátoru. Navrhl, a do praxe uvedl několik operačních postupů. Dlouhodobě se zaměřoval na chirurgii mozkových cév, a to již od roku 1948. V Evropě byl na tomto poli jedním z prvních.
V roce 1955 s kolegy a s Armádním filmem na klinice natočili dokument o nitrolebních aneurysmatech, který pak získal první cenu na festivalu vědeckých filmů v Benátkách, a byl pak promítán v řadě zemí.
Díky jeho významné podpoře, jako první v bývalém Československu, Fakultní nemocnice Hradec Králové získala zařízení CT - počítačový tomograf. Přístroj od výrobce Nuclear Ohio stál 13,7 milionu korun, a do provozu byl uveden 27. června 1978.
Podařilo se mu prosadit vybudování samostatného pavilonu neurochirurgické kliniky s ambulantní, lůžkovou částí, dětským oddělením, 4 operačními sály a laboratořemi elektrofyziologickou, histologickou, a biochemickou. Klinikou prošla řada českých a slovenských neurochirurgů, mnozí tam pobyli na dlouhodobé stáži. Je možno právem říci, že tam vznikla Petrova neurochirurgická škola. Budova byla slavnostně otevřena v r. 1971, v době kongresu Evropské asociace neurochirurgických společností (EANS), který se konal v Praze. Od roku 1992 nese název Pavilon Rudolfa Petra.
Prof. Rudolf Petr je nositelem mnoha ocenění a vysokých[ujasnit] státních vyznamenání.[zdroj?] S kolegy Kuncem, Žuchou, Zapletalem a Gotfrýdem byl spoluzakladatelem Československé neurochirurgické společnosti.